# Battus (papillon)
Genre
Le genre Battus regroupe des lépidoptères (papillons) de la famille des Papilionidae et de la sous-famille des Papilioninae qui résident tous en Amérique du Sud et au nord jusqu'au Mexique.

## Historique et dénomination
- Le genre Battus a été décrit par le naturaliste italien Scopoli en 1777[1].
- L'espèce type pour le genre est Battus polydamas (Linnaeus, 1758).

### Synonymie
- Laertias Hübner, [1819] [2]
- Ithoballus Hübner, [1819] [3]
- Battuosa Möhn, 1999
- Laertiades Doubleday, [1846] [4]
- Laertias (Papilioninae)  Moore, [1881] [5]
- Ithobalus Dyar, 1903 [6]
- Battus (Battiti) Möhn, 1999[7],
- Battus (Battina) [8]

## Espèces classées par sous-genre
Dans le sous-genre  Battus
- Sous-groupe Philenor:
  - Battus devilliersii (Godart, 1823)
  - Battus philenor (Linnaeus, 1771)
  - Battus zetides (Munroe, 1971)

- Sous-groupe polydamas:
  - Battus polydamas (Linnaeus, 1758) Espèce type pour le genre

Dans le sous-genre Battuosa Möhn, 1999;
- Sous-groupe madyes:
  - Battus madyes (Doubleday, 1846)

- Sous-groupe belus:
  - Battus belus (Cramer, 1777)
  - Battus crassus (Cramer, 1777)
  - Battus eracon (Godman & Salvin, 1897)
  - Battus ingenuus (Dyar, 1907)
  - Battus laodamas (C. & R. Felder, 1859)
  - Battus lycidas (Cramer, [1777])
  - Battus polystictus (Butler, 1874)

## Liste alphabétique des espèces
- Battus belus (Cramer, 1777); dans le nord de l'Amérique du Sud.
  - Battus belus belus
  - Battus belus aureochloris Brown, 1994
  - Battus belus belemus (Bates, 1864)
  - Battus belus cochabamba (Weeks, 1901)
  - Battus belus varus (Kollar, 1850)
- Battus crassus (Cramer, 1777); en Amérique du Sud.
  - Battus crassus crassus
  - Battus crassus hirundo (Röber, 1925)
  - Battus crassus lepidus (C. & R. Felder, 1861)
  - Battus crassus paraensis (Brown, 1994)
- Battus devilliersii (Godart, 1823) présent à Cuba et aux Bahamas.
- Battus eracon (Godman et Salvin, 1897); au Mexique.
- Battus ingenuus (Dyar, 1907) ; au Mexique, Équateur et Venezuela.
- Battus laodamas (C. & R. Felder, 1859) ; au Mexique, Guatemala, Venezuela, Honduras et Colombie.
  - Battus laodamas laodamas
  - Battus laodamas copanae (Reakirt, 1863)
  - Battus laodamas iopas (Godman & Salvin, 1897)
  - Battus laodamas rhipidius Rothschild & Jordan, 1906 ;
- Battus lycidas (Cramer, [1777]); au Mexique, Bolivie, Venezuela, Équateur.
- Battus madyes (Doubleday, 1846); sur la côte ouest de l'Amérique du Sud.
  - Battus madyes madyes
  - Battus madyes adloni (Ehrmann, 1926)
  - Battus madyes buechei Lamas, 1998 ;
  - Battus madyes callangaensis Möhn, 2001
  - Battus madyes chlorodamas (Guenée, 1872)
  - Battus madyes frankenbachi Möhn, 2001 ;
  - Battus madyes lojaensis Möhn, 1999 ;
  - Battus madyes magnimacula (Joicey & Talbot, 1925)
  - Battus madyes montebanus (Dyar, 1913)
  - Battus madyes philetas (Hewitson, 1869)
  - Battus madyes plinius (Weymer, 1890)
  - Battus madyes tucumanus (Rothschild & Jordan, 1906)
- Battus philenor (Linnaeus, 1771); présent en Amérique du Nord.
  - Battus philenor philenor
  - Battus philenor acauda (Oberthür, 1879)
  - Battus philenor hirsuta (Skinner, 1908)
  - Battus philenor insularis Vázquez, 1957
  - Battus philenor orsua (Godman & Salvin, 1889)
- Battus polydamas (Linnaeus, 1758); présent dans le sud de l'Amérique du Nord et toute l'Amérique du Sud.
  - Battus polydamas polydamas
  - Battus polydamas antiquus (Rothschild & Jordan, 1906) (éteinte)
  - Battus polydamas atahualpa Racheli & Pischedda, 1987
  - Battus polydamas cebriones (Dalman, 1823); à la Martinique
  - Battus polydamas christopheranus (Hall, 1936).
  - Battus polydamas cubensis (Dufrane, 1946)
  - Battus polydamas dominicus (Rothschild & Jordan, 1906)
  - Battus polydamas grenadensis (Hall, 1930)
  - Battus polydamas jamaicensis (Rothschild & Jordan, 1906)
  - Battus polydamas lucayus (Rothschild & Jordan, 1906)
  - Battus polydamas lucianus (Rothschild & Jordan, 1906)
  - Battus polydamas neodamas (Lucas, 1852); à la Guadeloupe
  - Battus polydamas peruanus (Fuchs, 1954)
  - Battus polydamas polycrates (Hopffer, 1865)
  - Battus polydamas psittacus (Molina, 1782)
  - Battus polydamas renani Lamas, 1998
  - Battus polydamas streckerianus (Honrath, 1884)
  - Battus polydamas thyamus (Rothschild & Jordan, 1906)
  - Battus polydamas vincentius (Rothschild & Jordan, 1906)
  - Battus polydamas weyrauchi Lamas, 1998
- Battus polystictus (Butler, 1874); au Brésil.
  - Battus polystictus polystictus
  - Battus polystictus galenus (Fruhstorfer, 1907)
- Battus zetides (Munroe, 1971) présent à Haïti et en République dominicaine.

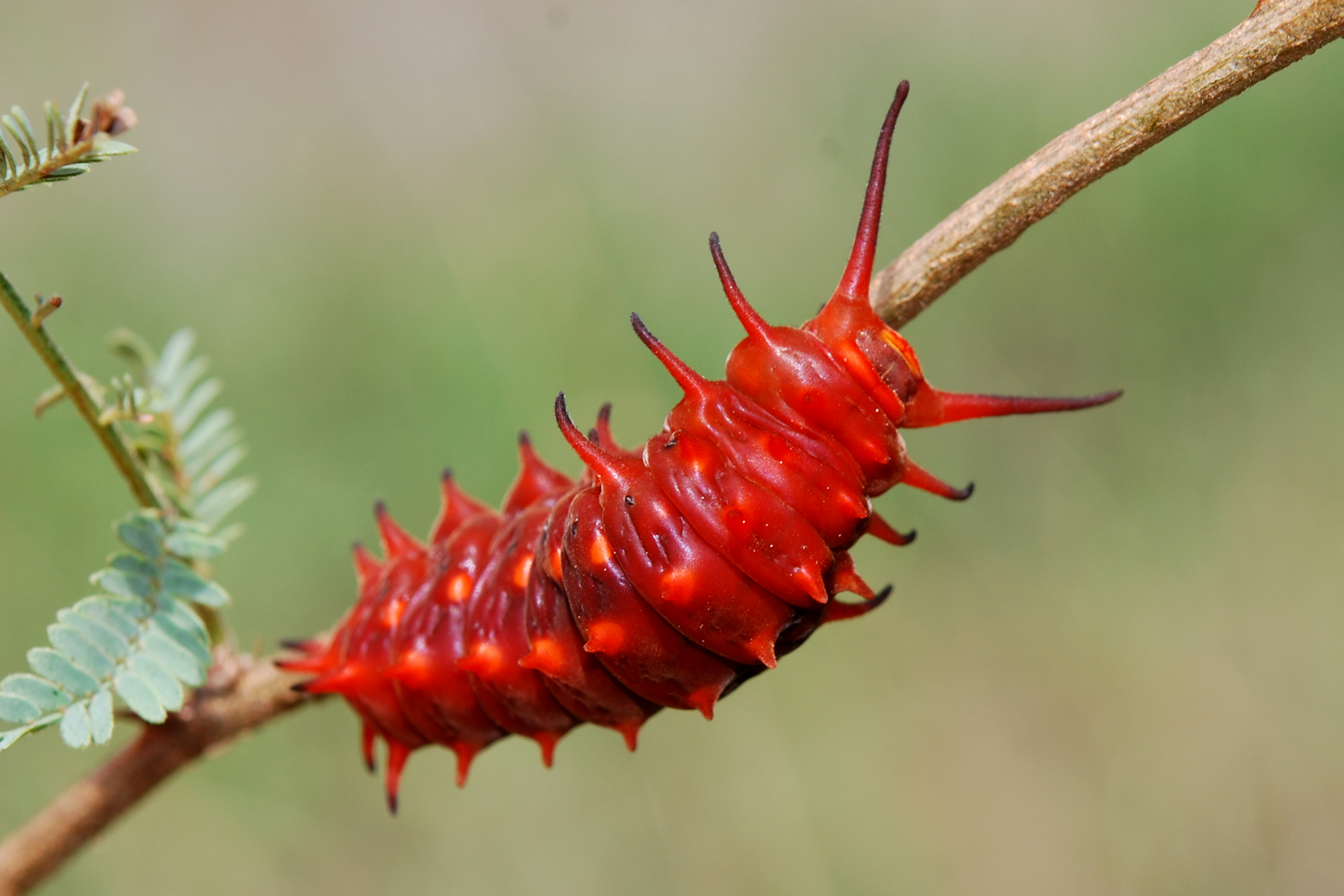
Chenille de Battus philenor
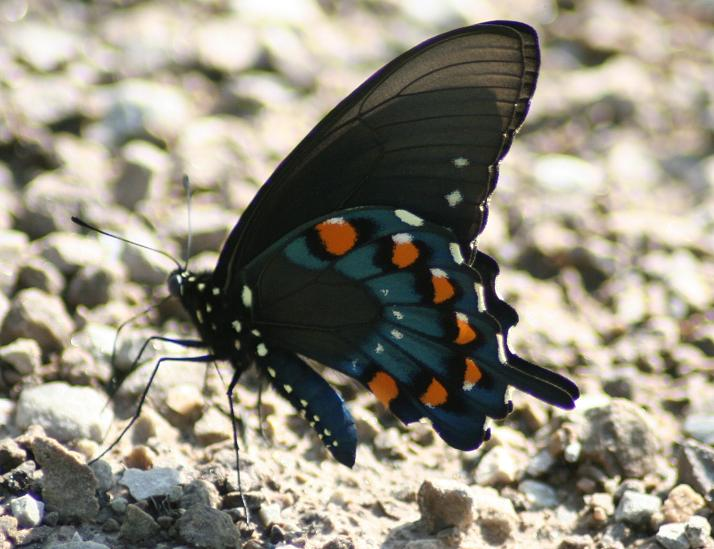
Battus philenor
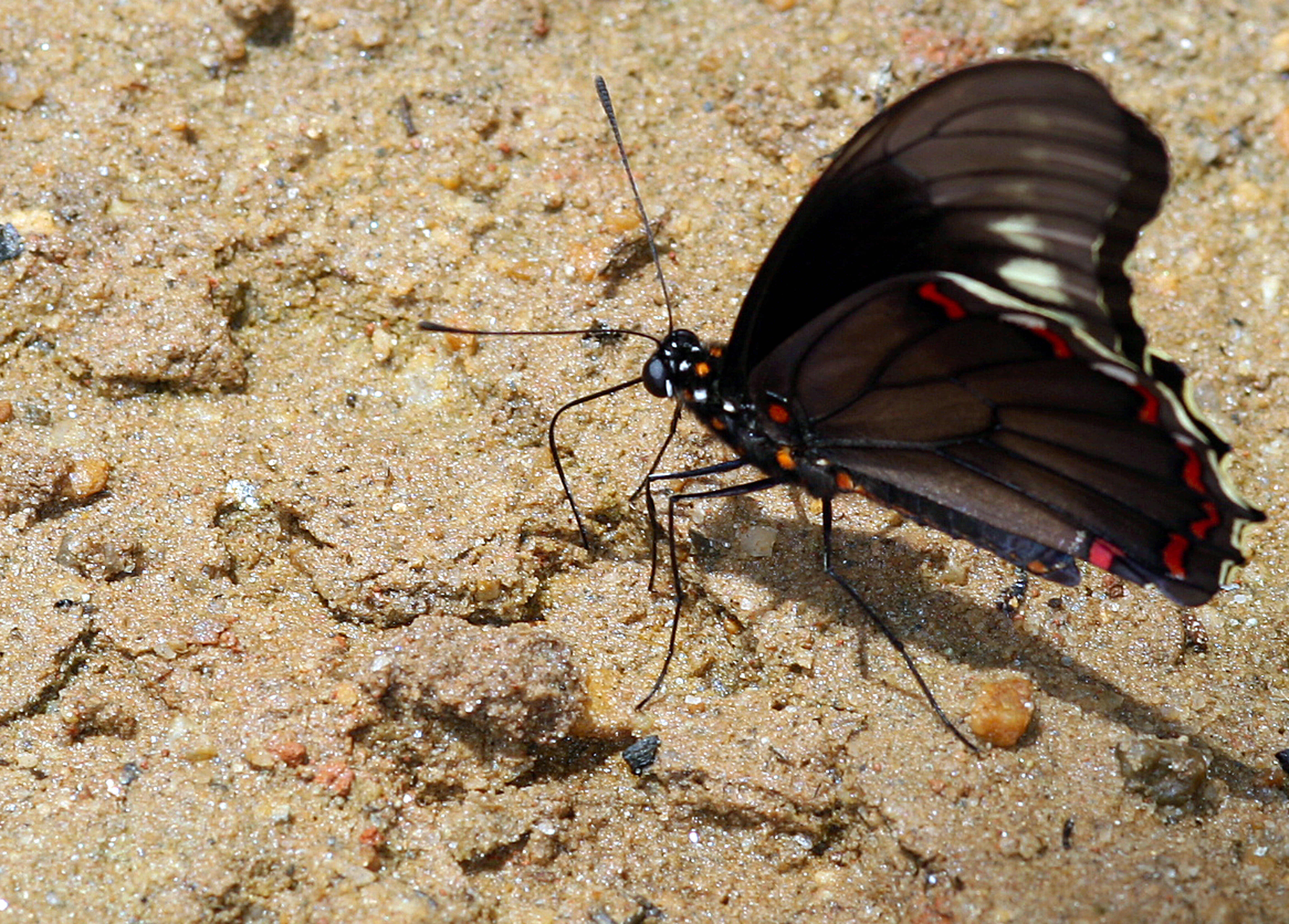
Battus polydamas

### Source
- (en) funet